# YUBA liga (1992-2006)
Il campionato di pallacanestro jugoslavo e il campionato di pallacanestro serbo-montenegrino, noti anche come YUBA Liga, fu attivo dal 1992 al 2006 nella Repubblica Federale di Jugoslavia prima, e in Serbia e Montenegro poi.

## Storia
Con la dissoluzione della Jugoslavia e la nascita della Repubblica Federale di Jugoslavia nel 1992, le squadre serbe e montenegrine continuarono a giocare nel campionato di prima divisione, sempre denominato YUBA liga.
Nel 2003 la Repubblica Federale di Jugoslavia fu rinominata Serbia e Montenegro e il campionato nazionale mantenne inalterata la denominazione. Con la separazione del Montenegro dalla Serbia, nel maggio 2006, è nato il campionato di pallacanestro serbo, e quello montenegrino.

## Albo d'oro

### Repubblica Federale di Jugoslavia
- 1992-1993  Stella Rossa
- 1993-1994  Stella Rossa
- 1994-1995  Partizan
- 1995-1996  Partizan
- 1996-1997  Partizan
- 1997-1998  Stella Rossa

- 1998-1999  Budućnost[1]
- 1999-2000  Budućnost
- 2000-2001  Budućnost
- 2001-2002  Partizan
- 2002-2003  Partizan

### Serbia e Montenegro
- 2003-2004  Partizan
- 2004-2005  Partizan
- 2005-2006  Partizan

## Vittorie per club
| Club         | Città     | Titolo | Anno                                           |
| ------------ | --------- | ------ | ---------------------------------------------- |
| Partizan     | Belgrado  | 8      | 1995, 1996, 1997, 2002, 2003, 2004, 2005, 2006 |
| Budućnost    | Podgorica | 3      | 1999, 2000, 2001                               |
| Stella Rossa | Belgrado  | 3      | 1993, 1994, 1998                               |